# Kod unarny
Kod unarny – kod prefiksowy stosowany w kompresji danych, w którym słowa kodowe składają się z ciągu bitów tej samej wartości zakończonymi bitem o wartości przeciwnej. Np. {\displaystyle \{0,10,110,1110,11110\}} lub {\displaystyle \{1,01,001,0001,00001\}.}
Słowa kodowe są jednoznacznie dekodowalne, a ponadto kod unarny można rozszerzać w nieskończoność, dodając coraz dłuższe słowa.
Tego rodzaju kodowanie jest stosowane w przypadku zapisu danych charakteryzowanych geometrycznym rozkładem prawdopodobieństwa.